# エイト (企業)
株式会社エイト（えいと、EIGHT TOOL CO., LTD）は、大阪府大阪市に本社をおく工具メーカー。EIGHTブランドで日本国内における唯一の六角棒スパナ専門メーカーで、製品がアメリカNASAのスペースシャトルに搭載されたこともある。

## 概要
エイトは、棒材から全ての加工・熱処理・表面処理工程を社内で一貫生産している。国産初のトルクスねじ用ボールポイントを商品化している。スパナの頭部形状は、六角・テーパーヘッド・ボルトキャッチ（ボルト保持機能付き）・ボールポイント・六角いじり止ねじ穴付用・トルクス・トルクスいじり止ねじ穴付用・トルクスボールポイントと各品種が揃っている。またタイプについてもL型、ナイフ型、ドライバー型、T型と各種揃っている。その他の関連商品に、ビット・ソケットビットがある。
販売ルートは、輸出が約58%、国内DIYホームセンターが約24%で、その他卸しとなっている。

## 商品の特徴
ボールポイントは首部が細くなる為、過度なトルクに破損する場合があったが、これを克服し耐久性を高めた日本の専門メーカーである。創業時の八百（やお）製作所ではドライバーを製造していた。1965年頃に創業者の八百博一が、機械工具商社の担当者から「これからは六角穴付きボルトの時代が来る」と言われたのが六角棒スパナ（ヘキサゴンレンチ）製造のきっかけとなった。材質にこだわり発売時の一般的なSCM435（クロムモリブデン鋼）から、1978年入社の大西三紀夫が1980年にSNCM+V（ニッケルクロムモリブデン鋼にバナジウムを加えた特殊鋼）を採用して耐久性を高めた。1985年頃から硬質クロムメッキ処理仕上げのプロジェクトをつくり、製造工程を改善して電解メッキでメッキが均一になる様に工夫をしている。硬質クロムメッキをする事により従来品に比べねじり強度を15%-20%高くした。材質も、カーボン量を増やし特定の元素を複数追加している。これにより強度を上げた「エキセレントシリーズ」を開発した。
ボルトキャッチタイプの製造では、メッキ処理の前工程のバレル研磨時に溝周辺がだれる事があり、その都度溝掃除の追加工程を入れている。
六角棒スパナに特化する事で信頼を勝ち取り、特殊工具の受注も得ている。「短手側にボールポイント付き」「トルクスとヘキサゴンタイプ」「へ型のレンチ」「長さ1メートルのレンチ」等のオリジナルレンチを1本からでも受注している。

## 沿革
- 1958年 八百製作所を大阪市生野区で個人創業。
- 1965年 六角棒スパナ製造開始。
- 1975年 現住所に移転・本社第1工場完成
- 1977年 ボールポイント六角棒スパナ製造開始。
- 1978年 本社第2工場完成
- 1980年 ヤオ金属工業株式会社設立。
- 1987年 エキセレントシリーズ六角棒スパナ製造発売。
- 1989年 鳥取第1工場完成。
- 1990年 鳥取第2工場完成。
- 1989年 鳥取工場操業開始。
- 1992年 株式会社エイトに社名変更。
- 1994年 鳥取第3工場完成
- 1996年 鳥取工場第1製品倉庫完成
- 2003年 鳥取工場第2製品倉庫完成
- 2014年 鳥取新第3工場完成

## 産業財産権
2011年8月30日現在
- 商標権 (Trademarks)　
  - 国内登録
（登録番号）第5039778号 EIGHT （8類六角棒スパナ）[5]、（登録番号）第2201852号 SNCM∞V、（登録番号）第2299871号 SNCM-V
  - 外国登録
- 特許権
（登録番号）第3446100号 （工具用ホルダー）